# Râul Iacobeni
Râul Iacobeni este un curs de apă, afluent al râului Hârtibaciu. 